# Ringul cruzimii
Ringul cruzimii (titlu original: Heatseeker) este un film american SF de arte marțiale din 1995 regizat de Albert Pyun. Scenariul a fost scris de Christopher Borkgren după o poveste a regizorului. Rolurile principale au fost interpretate de actorii Keith Cooke, Tina Cote și Norbert Weisser.

## Prezentare
Povestea are loc în viitor (raportat la anul lansării filmului), în 2019. Sianon Corporation, specializată în implanturi cibernetice, a planificat să organizeze un campionat de kickboxing, la care, alături de sportivii umani, vor participa cyborgi creați într-un laborator special. Scopul turneului este de a identifica superioritatea tehnologiei lui Sianon față de alții. Kickboxerul neînvins Chance O'Brien a refuzat invitația de a veni în campionat și de a se lupta cu cyborgii. De aceea, conducerea companiei a organizat o operațiune pentru a o răpi pe Jo (antrenoarea și logodnica lui Chance) pentru a-l șantaja să participe la turneu și pentru a o face pe Jo să-l antreneze pe Xao, jumătate om-jumătate cyborg, care este principalul atlet al corporației lor.

## Distribuție
- Keith Cooke - Chance O'Brien
- Gary Daniels - Xao
- Norbert Weisser - Tsui Tung
- Tim Thomerson - Oldest Elder
- Richard Cetrone - Budokam Fighter
- Selena Mangh - Liz
- Thom Mathews - Bradford
- Tina Cote - Jo
- Cris Aguilar - 2nd Bio Man
- Selena Khoo - Liu
- Henry Strzalkowski - Reporter #4